# Archeologický atlas České republiky
Archeologický atlas ČR jsou webové stránky představující vybrané archeologické lokality Česka. Jejich obsah je koncipován tak, aby uživatelé z řad široké veřejnosti mohli lokality navštívit a porozumět jim, tj. sami je v terénu najít, rozeznat jejich archeologický obsah a pochopit jeho výpověď. Původně byly webové stránky doplňkem publikace Archeologický atlas Čech, v roce 2018 byly upraveny a původních 105 lokalit z Čech bylo doplněno stovkou lokalit z Moravy a Slezska, a i nadále se rozšiřují o další lokality. Archeologický atlas ČR byl integrován mezi nástroje Archeologického informačního systému ČR.
Kniha Archeologický atlas Čech byla nominována na cenu Magnesia Litera za rok 2015 a získala Cenu Nakladatelství Academia v kategoriích Kniha roku a Slovník/encyklopedická publikace. 

## Obsah webu
Lokality pro Atlas jsou vybírány převážně podle toho, zda jsou v dnešní krajině dobře viditelné a zda obsahují instruktivní příklady archeologických stop v terénu. Počítá se i se zařazováním méně nápadných lokalit, určených spíše pro využití odborníky. Tyto lokality jsou v základním režimu stránek skryté, avšak jsou přístupné pro všechny uživatele, kteří o to projeví zájem (zaškrtnutím příslušného filtru). Chronologický výběr lokalit není omezen: mezi vybranými lokalitami jsou paleolitická sídliště právě tak jako památky z období druhé světové války.
Lokality k prohlédnutí lze vybírat podle názvu nebo z mapy, lze je též filtrovat podle typu lokality a archeologického období. Každá lokalita je opatřena stručným popisem, orientační (přístupovou) mapou, plánem a výběrem fotografií. Podrobnější údaje k jednotlivým lokalitám jsou obsaženy v tištěných knihách, případně v další odborné literatuře, jejíž seznam je k dispozici v oddíle Ke stažení. Seznam shrnuje bibliografické údaje; plné texty vybraných titulů jsou postupně přidávány do sekce Lokality – Publikace.
Web Atlasu navštěvuje zhruba 10-15 tisíc uživatelů ročně. Stránky mají českou a anglickou verzi, přičemž anglická verze představuje dosud jediný systematický zdroj informací o archeologickém dědictví ČR v jeho krajinném kontextu dostupný zahraničním zájemcům (takřka pětina návštěvníků stránek pochází ze zahraničí).
Údaje k jednotlivým lokalitám lze stáhnout v připravené sestavě jako PDF nebo vytisknout. Stránky jsou konfigurovány tak, aby byly použitelné i v mobilních zařízeních přímo v terénu; velká část uživatelů to již využívá.
Zařazení nové lokality do Atlasu může navrhnout kdokoli. Podmínkou pro výběr je atraktivnost lokality a kvalita doprovodné dokumentace, zejména map a plánů. Mapy a plány by měly být georeferencované (UTM-WGS84) a měly by srozumitelnou formou prezentovat odborně spolehlivý obsah archeologické památky.   